# Kristian Haynes
Dan Kristian Haynes (Malmö, 20 dicembre 1980) è un allenatore di calcio ed ex calciatore svedese, di ruolo centrocampista.

## Carriera

### Giocatore
Haynes ha iniziato a giocare a calcio nel 1987 nell'Oxie, un piccolo club dell'omonima località nei pressi di Malmö. All'età di 15 anni ha debuttato in prima squadra in Division 4. Nel 1999 è passato alle giovanili del Malmö FF con cui ha vinto uno scudetto giovanile in una squadra formata, tra gli altri, da Zlatan Ibrahimović, Jimmy Tamandi e Matias Concha.
Nel 2000 ha esordito in Division 2 con l'IFK Trelleborg, poi un anno all'Höllvikens GIF sempre nelle serie minori, quindi la parentesi dal 2002 al 2004 con l'altra squadra della cittadina di Trelleborg, il Trelleborgs FF, con cui ha esordito in Superettan prima e in Allsvenskan poi.
Nel 2005 è stato ingaggiato dall'AIK, club appena retrocesso in seconda serie. La risalita in Allsvenskan è immediata, ma nei due anni a seguire ha messo a referto solo 13 presenze in campionato. Nel luglio 2007, durante i preliminari di Coppa UEFA contro il Glentoran, protestò con il suo allenatore Rikard Norling per il mancato utilizzo, andando sotto la doccia dopo l'ultima sostituzione dell'AIK mentre la partita si stava ancora giocando. Il fatto gli costò una settimana di sospensione, così nella finestra estiva di mercato ha fatto ritorno al Trelleborgs FF.
Qui è rimasto fino al termine della stagione 2012, quando il club scese in terza serie, a seguito della seconda retrocessione in due anni.
Svincolato, ha firmato un contratto triennale con il Mjällby, tornando di fatto a giocare nella massima serie svedese. Nel 2013 è stato il miglior marcatore del marcatore della sua squadra con 10 reti; l'anno seguente ne ha segnate 4, ma la squadra è retrocessa in Superettan.
Con un anno di anticipo rispetto alla scadenza del contratto, Haynes ha lasciato il Mjällby per iniziare una nuova parentesi al Trelleborg in terza serie, nel duplice ruolo di giocatore e di assistente allenatore. Nei suoi ultimi tre anni da giocatore, ha conquistato due promozioni.

### Allenatore
Ritiratosi al termine del campionato di Superettan 2017, Haynes ha continuato a mantenere l'incarico di assistente allenatore del Trelleborg. Nel 2019 è tornato a giocare, ma nella settima serie del calcio svedese, segnando 5 gol in 11 partite con la maglia del BK Skansen.
Il 21 ottobre 2019, a due giornate dalla fine del campionato di Superettan 2019, Haynes è stato promosso dalla dirigenza del Trelleborg come allenatore ad interim a seguito dell'esonero di Peter Swärdh. Il successivo 13 novembre, a torneo concluso, il club ha annunciato di aver permanentemente mantenuto Haynes come capoallenatore. Da capo allenatore ha ottenuto una salvezza ai calci di rigore al termine del doppio spareggio della Superettan 2020, un settimo posto nella Superettan 2021 e un quarto posto nella Superettan 2022. Ha deciso di lasciare l'incarico al termine di quest'ultimo torneo.